# Plectris densevestita
Plectris densevestita är en skalbaggsart som beskrevs av Moser 1924. Plectris densevestita ingår i släktet Plectris och familjen Melolonthidae. Inga underarter finns listade i Catalogue of Life.